# Hersilia savignyi
Hersilia savignyi är en spindelart som beskrevs av Lucas 1836. Hersilia savignyi ingår i släktet Hersilia och familjen Hersiliidae. Inga underarter finns listade i Catalogue of Life.